# Le Docteur Martino
Le Docteur Martino (Dr. Martino) est une nouvelle du romancier américain William Faulkner, parue en 1931.

## Historique
Le Docteur Martino est initialement parue dans le numéro de novembre 1931 du Harper's Magazine avant d'être reprise en volume dans le recueil Le Docteur Martino et autres histoires (Doctor Martino and Other Stories) en 1934. 

## Résumé
Hubert Jarrod, fort intrigué par les hésitation et réticences de Louise, sa fiancée, finit par apprendre que le mystérieux docteur Jules Martino, un gentleman infirme et âgé, exerce sur la jeune femme un énorme ascendant. Si Lily Cranston accepte de lui dire ce qu’elle sait de ce prétendu détenteur de pouvoirs magiques, Mme King, la mère de Louise, demeure assez vague sur les relations entre ce personnage trouble et sa fille. 

## Édition française
- Le Docteur Martino, traduit de l'anglais par René-Noël Raimbault et Charles P. Vorce, dans Le Docteur Martino et autres histoires, Gallimard, « Du monde entier », 1948

## Sources
- Robert W. Hamblin et Charles A. Peek. A William Faulkner Encyclopedia, New York, Greenwood, 1999, p. 105-106.